# Listă de târguri din statul Florida

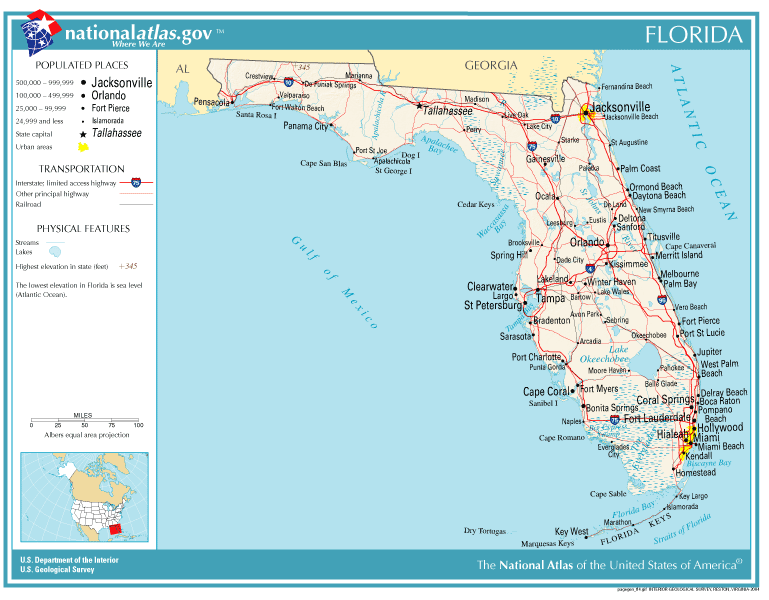
Harta statului din SUA.

- Această pagină este o listă a târgurilor (în engleză towns), localități încorporate, municipalități de ordin doi, din statul Florida.

- Vedeți și Listă de municipalități din statul Florida.
  - Vedeți și Listă de orașe din statul Florida.
  - Vedeți și Listă de sate din statul Florida.

respectiv
- Vedeți și Listă de comitate din statul Florida.
- Vedeți și Listă de locuri desemnate pentru recensământ din statul Florida.
- Vedeți și Listă de comunități neîncorporate din statul Florida.
- Vedeți și Listă de localități din statul Florida.
- Vedeți și Listă de localități dispărute din statul Florida.
- Vedeți și Listă de rezervații amerindiene din statul Florida.

## B
- Bay Harbor Islands, comitatul Miami-Dade
- Brooker, comitatul Bradford

## C
- Cutler Bay, comitatul Miami-Dade

## G
- Glen Saint Mary, comitatul Baker
- Grant-Valkaria, comitatul Brevard
- Golden Beach, comitatul Miami-Dade

## H
- , Florida|]], comitatul Wakulla
- , Florida|]], comitatul Washington

## I
- Indialantic, comitatul Brevard

## L
- La Crosse, comitatul Alachua

## M
- Malabar, comitatul Brevard
- Medley, comitatul Miami-Dade
- Melbourne Beach, comitatul Brevard
- Melbourne Village, comitatul Brevard
- Miami Lakes, comitatul Miami-Dade
- Micanopy, comitatul Alachua

## N
- , Florida|]], comitatul Wakulla

## P
- Palm Shores, comitatul Brevard

## R
- , Florida|]], comitatul Walton

## S
- Surfside, comitatul Miami-Dade

## W
- , Florida|]], comitatul Wakulla

## Vedeți și
- Borough (Statele Unite ale Americii)
- Cătun (Statele Unite ale Americii)
- Comitat (Statele Unite ale Americii)
- District civil (Statele Unite ale Americii)
- District desemnat (Statele Unite ale Americii)
- District topografic (Statele Unite ale Americii)
- Loc desemnat pentru recensământ (Statele Unite ale Americii)
- Localitate neîncorporată (Statele Unite ale Americii)
- Municipalitate (Statele Unite ale Americii)
- Oraș (Statele Unite ale Americii)
- Precinct (Statele Unite ale Americii)
- Rezervație amerindiană (Statele Unite ale Americii)
- Sat (Statele Unite ale Americii)
- Târg (Statele Unite ale Americii)
- Teritoriu neorganizat (Statele Unite ale Americii)
- Township (Statele Unite ale Americii)
- Zonă metropolitană (Statele Unite ale Americii)
- Zonă micropolitană (Statele Unite ale Americii)

respectiv
- Census county division
- Designated place, a counterpart in the Canadian census
- ZIP Code Tabulation Area

## Alte legături interne
- Categorie:Liste de comitate din Statele Unite ale Americii după stat
- Categorie:Liste de orașe din Statele Unite după stat
- Categorie:Liste de târguri din Statele Unite după stat
- Categorie:Liste de districte civile din Statele Unite după stat
- Categorie:Liste de sate din Statele Unite după stat
- Categorie:Liste de comunități neîncorporate din Statele Unite după stat
- Categorie:Liste de localități dispărute din Statele Unite după stat
- Categorie:Liste de comunități desemnate pentru recensământ din Statele Unite după stat
- Categorie:Liste de rezervații amerindiene din Statele Unite după stat
- Categorie:Liste de zone de teritoriu neorganizat din Statele Unite după stat

respectiv
- Statul Florida
- Liste de orașe din Statele Unite după stat
- Liste de orașe din Statele Unite
- Categorie:Orașe din Statele Unite ale Americii